# Rondel (półwysep)

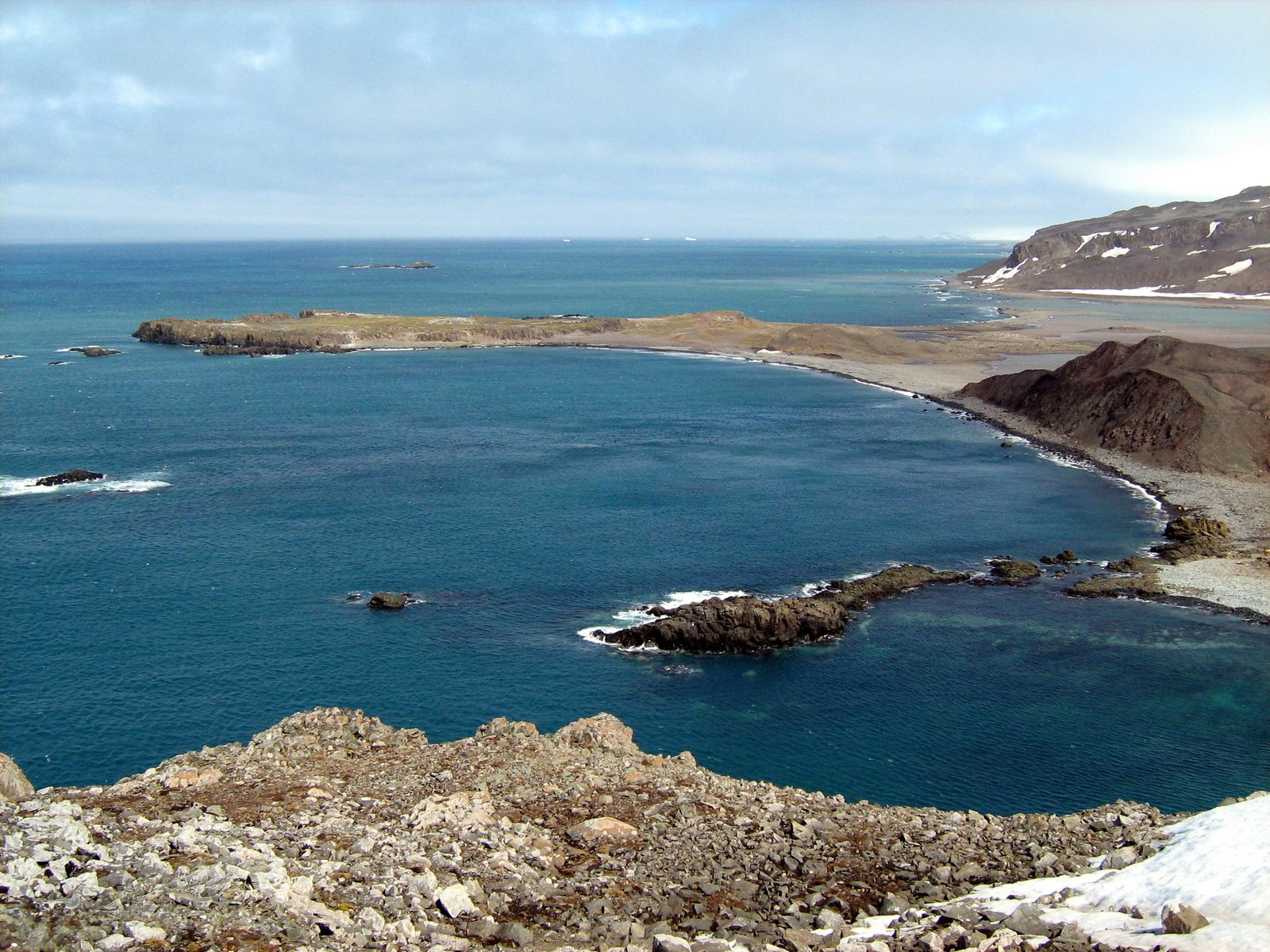
Półwyspy Rondel (na pierwszym planie) i Patelnia – widok z Głowy Cukru

Rondel – skalisty cypel w Cieśninie Bransfielda na południowym wybrzeżu Wyspy Króla Jerzego, u podnóża szczytu Głowa Cukru, na północny wschód od półwyspu Patelnia. Leży na terenie  Szczególnie Chronionego Obszaru Antarktyki "Zachodni brzeg Zatoki Admiralicji" (ASPA 128). Nazwę nadała polska ekspedycja naukowa.